# Tom Dennis
Tom Dennis (* 1881; † um 1939) war ein englischer Billardspieler, der sowohl beim Snooker als auch beim English Billiards Erfolge verzeichnen konnte.

## Karriere
Dennis nahm von 1927 bis 1933 an der neu gegründeten Snookerweltmeisterschaft teil und konnte viermal das Finale erreichen (1927, 1929, 1930 und 1931), musste sich jedoch jedes Mal gegen Joe Davis geschlagen geben.
Sein engstes Ergebnis erreichte er bei seinem letzten Finale, das im Hinterzimmer seines eigenen Pubs in Nottingham ausgetragen wurde. Trotz anfänglicher 14:10 und 19:16 Führung, verlor er am Ende doch noch mit 21:25 gegen Davis, der sich damit seinen fünften Titel in Folge sicherte.
Er nahm noch an den zwei folgenden Weltmeisterschaften teil, kam dort aber nicht mehr bis ins Finale und verabschiedete sich dann von diesem Turnier 1933.